# 컷 더 로프 (비디오 게임)
《컷 더 로프》(Cut the Rope)는 러시아의 엔터테인먼트 기업 ZeptoLab이 여러 플랫폼과 장치를 대상으로 개발한 물리학 기반 퍼즐 게임이다.

## 노미

### 주인공
- 얌냠(옴놈, Om Nom)

얌냠은 컷 더 로프와 옴놈 이야기의 주인공으로 연두색의 귀여운 몬스터다. 옛날에는 4족보행을 했지만 지금은 두발로 걸어다닌다(가끔식 4족보행을 할때도 있다.). 붉은색과 흰색이 사방으로 구불구불한 사탕을 좋아한다.

### 옴놈의 친구들
- 얌넬(옴넬/옴넬리, Om Nelle)

얌넬은 얌냠의 여자친구로 얌냠의 여자버전이다. 마이 옴놈에서 출시했으며 디자인이 조금 달랐다. 디자인 변경은 처음에는 검은색눈에  속눈썹이 두갈레로 나뉘어 있었다. 옴놈 이야기부터 속눈썹이 날카롭고 하나로 됐지만 눈동자가 남색이였고 속눈썹 색갈이 너무 진했다. 마지막 수정은 속눈썹이 연해지고 연두빛이 났다. 눈동자는 하늘색으로 변했다.
- 니블 냠(니블 놈, Nibble Nom)

컷 더 로프: 매직에서 처음 나왔으며 얌냠의 크기에 3배(얌냠이 17.5cm라면 그의 3배나 작은 5
3.1cm 정도가 알맞다.)나 작다. 옛날에는 이빨이 하나 있었으나 지금은 없어졌다.
- 로토

컷 더 로프 2에서 나왔으며
머리에 프로펠러가 달려있어 날 수 있다. 입이 없었지만 지금은 입이 생겼다.
- 릭

컷 더 로프 2에서 나왔으며 혀가 엄청길다.
- 블루

컷 더 로프 2에서 나왔으며 아무것도 간섭하지 않지만 머리위에 무언가가 닿으면 복제된다.
- 부

컷 더 로프 2에서 나왔으며 갑자기 놀랬키는 장난 꾸러기다 얌냠을 가끔씩 놀래킨다.
- 슬로우브로우

컷 더 로프 2에서 나왔으며 눈이 한 개인 달팽이다. 자기집에 무언가가 다으면 직진행으로 움직인다. 움직이고 있을 때 무언가가 또 다으면 자기집에 들어가서 멈춘다.
- 진저

컷 더 로프 2에서 나왔으며 불덩어리다. 자신과 접촉한 모든것을 다 태운다.
- 그랜마냠

얌냠과 얌넬의 할머니다.
- 그외의 노미들

옴놈: 머지에서 나온 신규 노미들이다.

## 평가
| 통합 점수  | 통합 점수 |
| 통합사     | 점수      |
| ---------- | --------- |
| 메타크리틱 | 93/100    |
| 평론 점수  |           |
| 평론사     | 점수      |
| 유로게이머 | 9/10      |
| 게임스팟   | 8/10      |
| IGN        | 9/10      |

| 수상                       | 수상                                    |
| 평론사                     | 수상                                    |
| -------------------------- | --------------------------------------- |
| Apple Inc.                 | Apple Design Award 2011                 |
| BAFTA                      | British Academy Video Games Awards 2011 |
| Pocket Gamer               | Pocket Gamer Readers' Choice Award 2012 |
| Webby Award                | Webby Awards People's Voice 2013        |
| Game Developers Conference | Game Developers Choice Awards 2010      |